# 工学寮
工学寮（こうがくりょう）は、明治初期に工部省の中に設置された技術者養成部局で、工部省が必要とする技術者を工学校、修技校、海外留学制度を通して一元的に養成しようとした。
すぐに修技校は各寮司のもとに置かれ、工学寮は工学校（小学校と大学校から構成）だけを管轄するようになり、その教師団長にヘンリー・ダイアーが就任すると大学校のみ開校された。 校舎敷地は、現在の千代田区霞が関三丁目、文部科学省および金融庁のある一帯（霞が関コモンゲート、江戸時代の日向内藤家上屋敷跡地）にあった。

## 歴史

### エドモンド・モレルの構想
民部省下で始まった鉄道建設の技術責任者であったエドモンド・モレルは、明治政府首脳に迅速に西洋技術導入を計るために工部省と日本人技術者の養成機関の設置を提案した。それを受けて、伊藤博文と山尾庸三は、明治4年8月14日（1871年9月29日）、10寮1司からなる工部省を発足させた。
技術者養成機関は一等寮扱いの工学寮であり、初代工学頭は工部少輔の山尾庸三が勤め、モレルの提案を受けて工学校は小学校（スクール）と大学校（カレッジ）から構成され、エドモンド･モレルはイギリスから教員を招聘し、1872年初秋に小学校が開校予定だった。しかし、モレルの急逝により頓挫。

### ヒュー・マセソンへの相談
山尾は、1872年1月、旧知のヒュー・マセソンに相談したところ教師団選抜の協力の快諾を得たことから、1872年7月になって岩倉使節団副使として渡英した工部大輔の伊藤博文がマセソンに正式に協力依頼をした。

### ウィリアム・ランキン教授とインド工学校
マセソンは友人のルイス・ゴードン教授を通して、グラスゴー大学のウィリアム・ランキンに教師団派遣を依頼した。すると、ランキンはすぐにヘンリー・ダイアーを団長にした教師を人選し、1873年春、林董が彼らを引率して日本へ向かった。
このような迅速に的確な人選が可能だったのは、1860年代末、ランキン教授はウィリアム・トムソン教授とともにグラスゴー大学に実践的技術者の養成機関「工学部」を新設しようと奔走し、ダイアーはランキン教授の下で技術者教育学を専攻していた。ランキン教授の計画は叶わなかったが、代わりに師の考えをダイアーは日本で実現しようとした。
岩倉使節団に同行していた林董が、1873年、スコットランドで教師団任用契約の手続きを行い、同地から日本までの船旅の同伴の任に当たった。ダイアーは小学校を別個に開くのはやめて、大学校を基礎課程、専門課程、実地課程（各2年）の3期6年制とし、土木、機械、造家（建築）、電信、化学、冶金、鉱山、造船の6学科とする学則・シラバスを作成した。教育内容は、1871年にロンドン近郊に開学していた王立インド工学校 (Royal Indian Engineering College) と同じように半年ずつ講義と実習を交互に行うサンドウィッチ方式とし、また、実地課程のために赤羽工作分局を併設させた。

### ヘンリー・ダイアーの構想
1873年9月に学生募集が行われ、11月に開校した。校舎の建設は間に合わず葵町の仮校舎で授業が始められた。
工部学校の学生には工部省から在学中の経費を支給される官費生と学資を納める必要のある私費生の別があった。官費生には奉職義務があり、卒業後7年間は官庁で働くことになっていた（工部大学校学課並諸規則）。
1873年11月入学の学生は仮校舎で授業を受けたが、翌年には最初の組積造校舎（小学館）が完成、1877年に本館が完成すると、世界で最も優れた工学教育施設と考えられた。

### 校舎建築

#### 小学校
初期工部省は営繕部局を持たず、山尾は自らが管轄する測量司のイギリス人技術者に営繕を兼務させた。山尾から建築様式にゴシック様式が指定され、測量師長のイギリス人のコリン・アレクサンダー・マクヴェインは、鉄道寮から技師のヘンリー・ジョイナーを、燈台寮から石工のマークスと大工のアンダーソンをそれぞれ転属させて、小学校校舎（後に博物館に改装）、生徒館（宿舎と学習室）、教師館の建物を設計建設した。
煉瓦壁には大量の帯鉄（Hoop Iron）がれられ、校舎は1873年末に完成し、日本最初の西洋式学校建築となった。時計塔は当初から計画されていたが、グラスゴーから横浜に到着したものが破損していたため、新たに部品を発注し1875年になって取り付けられた。時計塔も含め、グラスゴーの建築家キャンベル･ダグラスは、マクヴェインへ技術的助言、資材の発送、若手建築家の紹介など、さまざまな便宜を提供した。ダグラスから推薦されてきた若手の建築家がチャールズ・アルフレッド・シャストール・ド・ボアンヴィルで、1872年末に着任して小学校校舎と生徒館の施工管理を行い、さらに教師館は新しく設計し直した。 

#### 大学校
マクヴェインが1873年4月にイギリスに一時帰国する際、工部省営繕をトーマス・ウォートルスに任せることにし、大学校本館の設計はウォートルスのもとで始まった。しかし、1873年6月にイギリスから教師団が到着するとともに、設計はボアンヴィルの手に移り、彼は都検ダイアーや物理学教授ウィリアム・エドワード・エアトンらと綿密に相談しながら設計案を固めていった。現在では科学技術の教育に実験、実演、実技、実習は必須となっているが、1870年代当時、世界的にそのためにどのように施設設計すべきか模索状態であった。1877年に工部大学校校舎（本館）が完成すると、イギリス人建築家のエドワード・ロビンス (Edward Cookworthy Robins) は王立協会や王立英国建築家協会の集会で最も先進的な科学技術教育施設として紹介し、科学技術教育用施設建築の設計手本とされた。エアトンは工部大学校設計図一式を持ち帰り、旧知のロビンスとともにロンドン&ギルド工学校 (City and Guilds of London Institute) の校舎設計を始めた。

### 工学寮の廃止
1877年に工学寮の廃止とともに工学校は工作局隷属となり、工作局長の大鳥圭介が校長に就任し、そして工部大学校と改名された。ダイアーを通して、引き続きイギリスから優秀な外国人教師が任用され、多くの授業は英語で行われた。学生のノートや卒業論文も、英語で書かれたものが現存している（国立科学博物館新館2階などで見ることができる）。
校舎は当校が東京大学と合併し移転した後、学習院と東京女学館の校舎として利用されたが、1923年の関東大震災で倒壊してしまった。文部省が同地に置かれるのはそれ以降のことである。